# Pristimantis sternothylax
Pristimantis sternothylax är en groddjursart som först beskrevs av William Edward Duellman och Hiram Wild 1993.  Pristimantis sternothylax ingår i släktet Pristimantis och familjen Strabomantidae. IUCN kategoriserar arten globalt som otillräckligt studerad. Inga underarter finns listade i Catalogue of Life.